# مارکوس اریکسون
مارکوس اریکسون (سوئدی: Marcus Ericsson؛ زادهٔ ۲ سپتامبر ۱۹۹۰) راننده خودروی مسابقه‌ای اهل سوئد است، وی از سال ۲۰۱۴ تا ۲۰۱۸ در مسابقات فرمول یک شرکت کرده‌است.